# Goryphus striolatus
Goryphus striolatus là một loài tò vò trong họ Ichneumonidae.